# Aneksugur, Shahpur
Aneksugur là một làng thuộc tehsil Shahpur, huyện Gulbarga, bang Karnataka, Ấn Độ.